# 魚尾峰
魚尾峰又名馬查普查雷峰（英語：Machapuchare，尼泊爾語：माछापुच्छ्रे，"魚尾"之意），位於尼泊爾中北部甘達基專區，屬於喜馬拉雅山脈的一部分。距離博克拉25公里，海拔高度6,993公尺，目前尚未有人登頂。第一個離峰頂最近的人為英國團隊Jimmy Roberts以及A. D. M. Cox，在山頂前的150公尺，因尊敬當地尼泊爾人的信仰而未登頂。

## 显著特征
由于马查普查雷位于山脉的南侧，且其南面地形较低，而安纳布尔纳山系中包含了世界十大高峰中的三座，这使得马查普查雷在极短的水平距离内呈现出巨大的垂直落差。再加上其陡峭尖锐的山体轮廓，使得这座山峰格外引人注目，尽管它的海拔低于周围的一些山峰。它的双峰外形酷似鱼尾，因此得名“鱼尾峰”（马查普查雷在尼泊尔语中意为“鱼的尾巴”）。它也被昵称为“尼泊尔的马特洪峰”。
对于古隆族和琼龙（Chomrong）地区的居民来说，这是一座神圣的山峰。据说这座山是湿婆神的圣地。

## 相片集

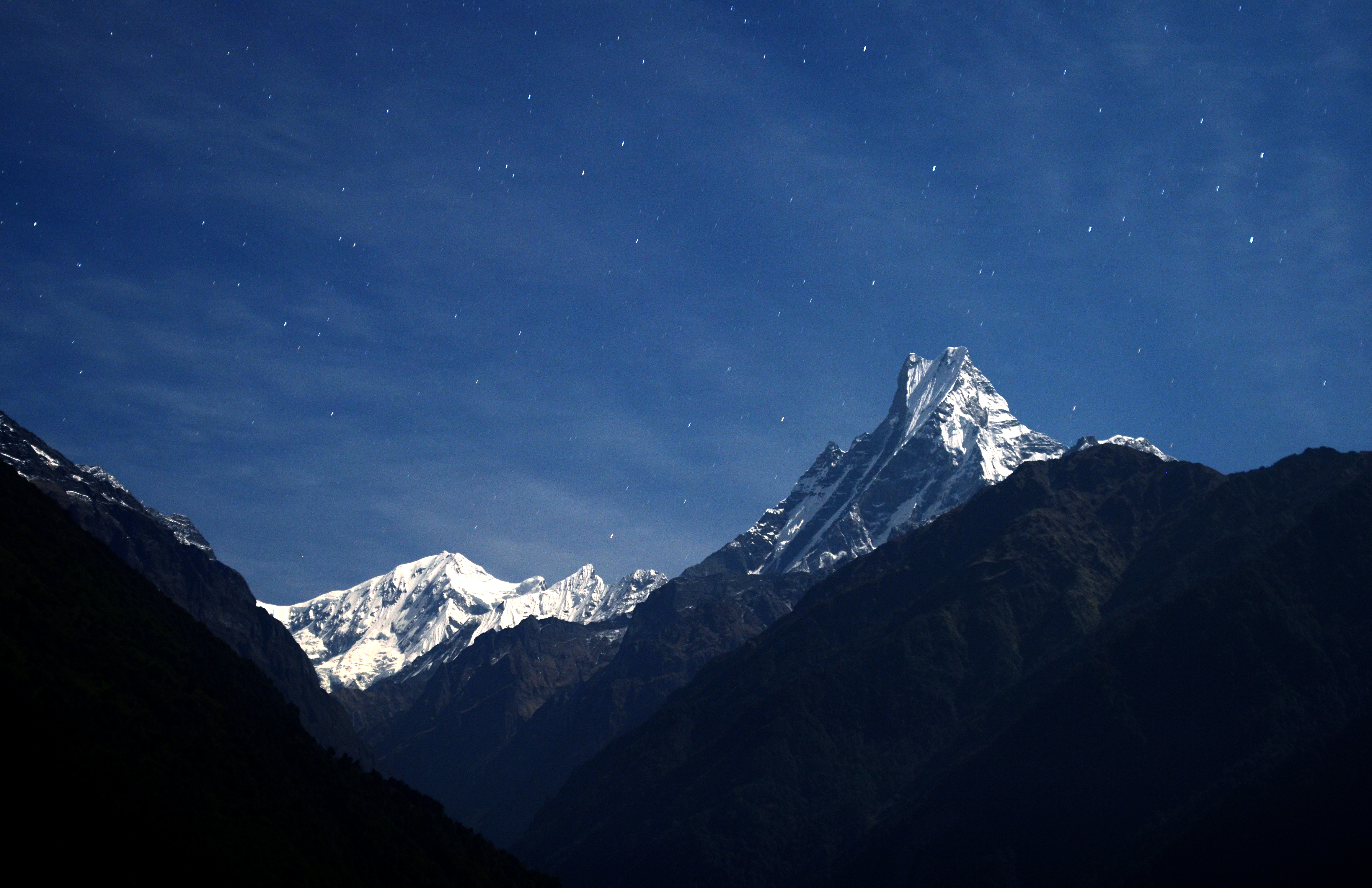
魚尾峰流星
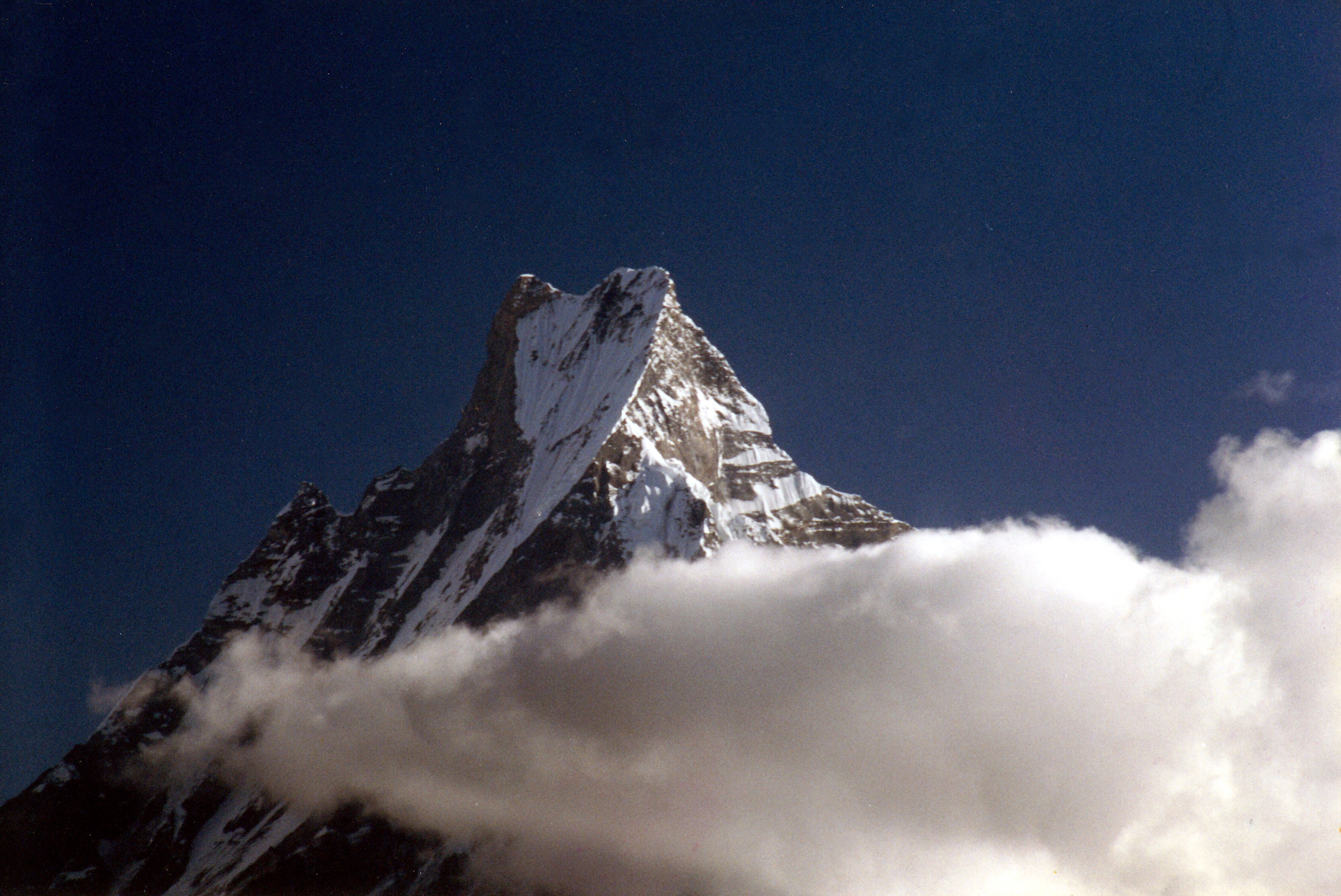
魚尾峰清晰可見的魚尾形輪廓
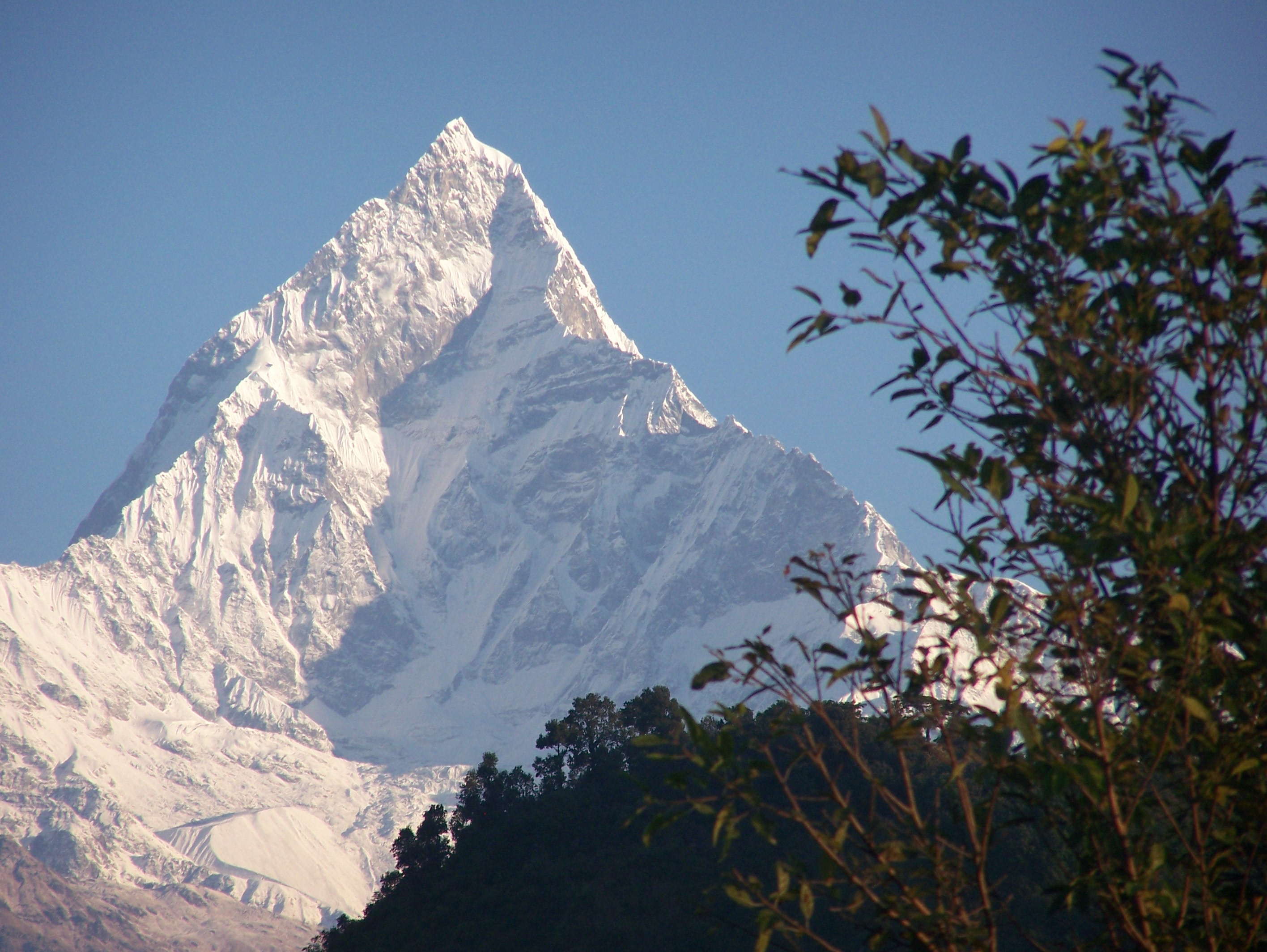
自山麓丘陵觀看魚尾峰
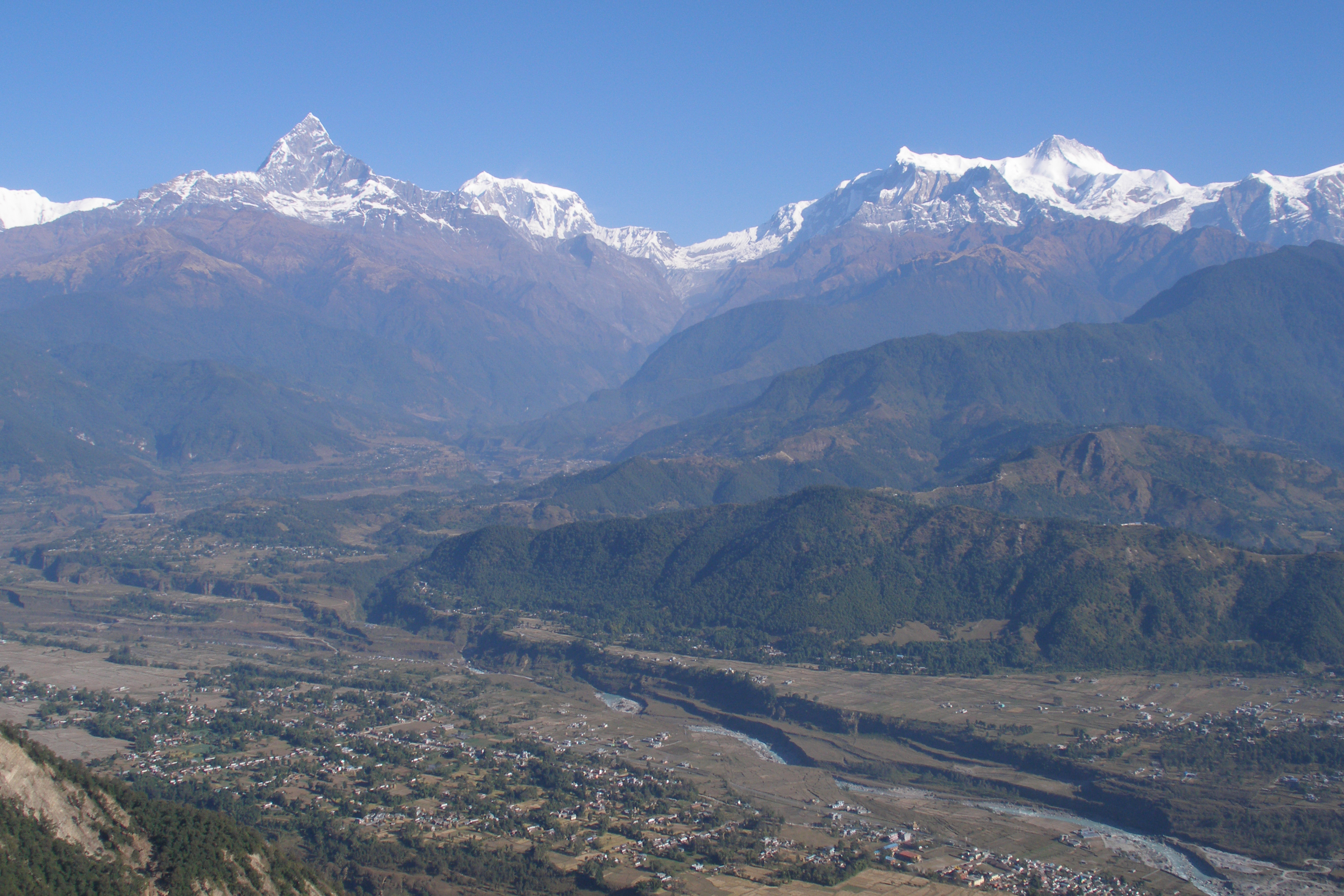
自博克拉眺望魚尾峰
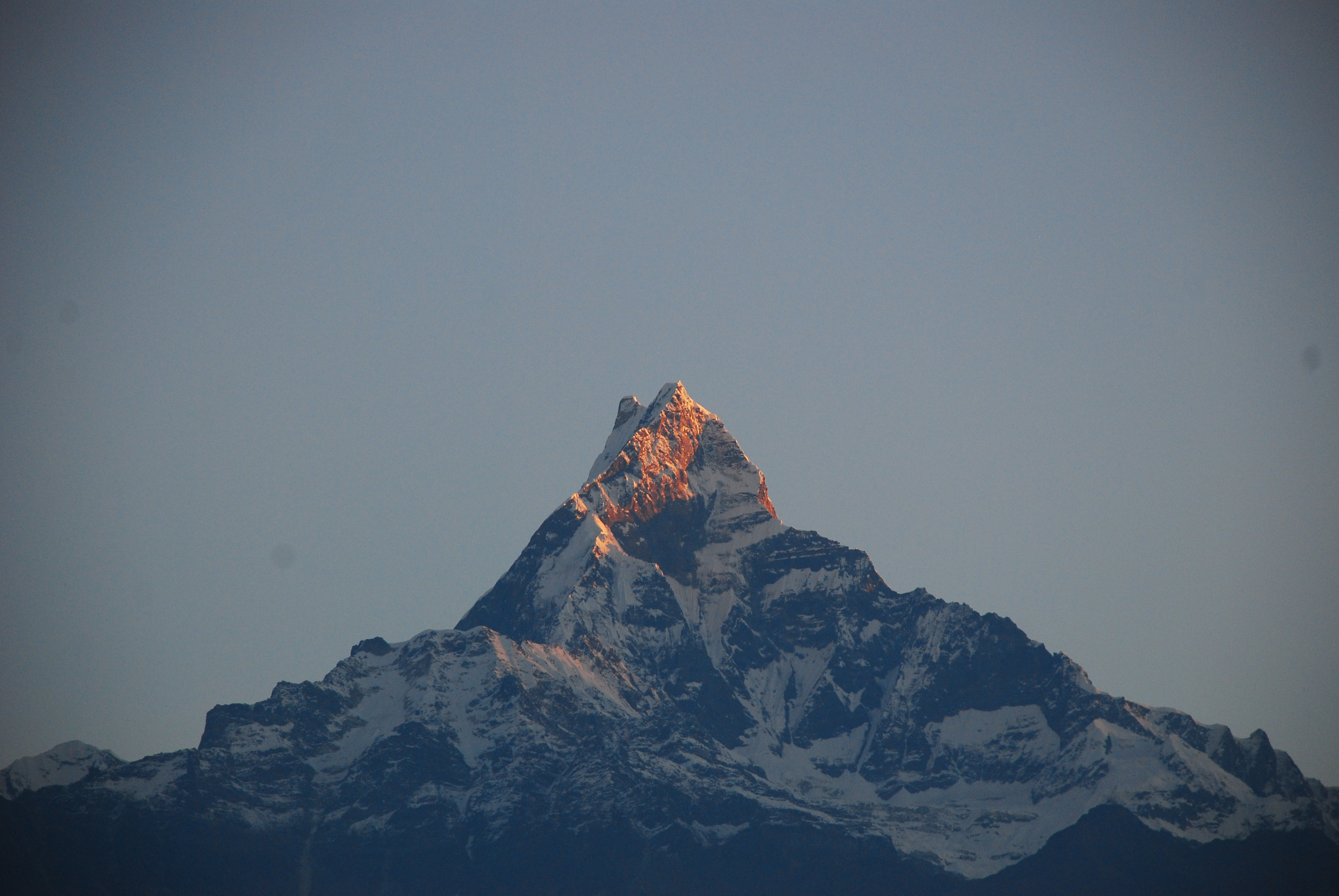
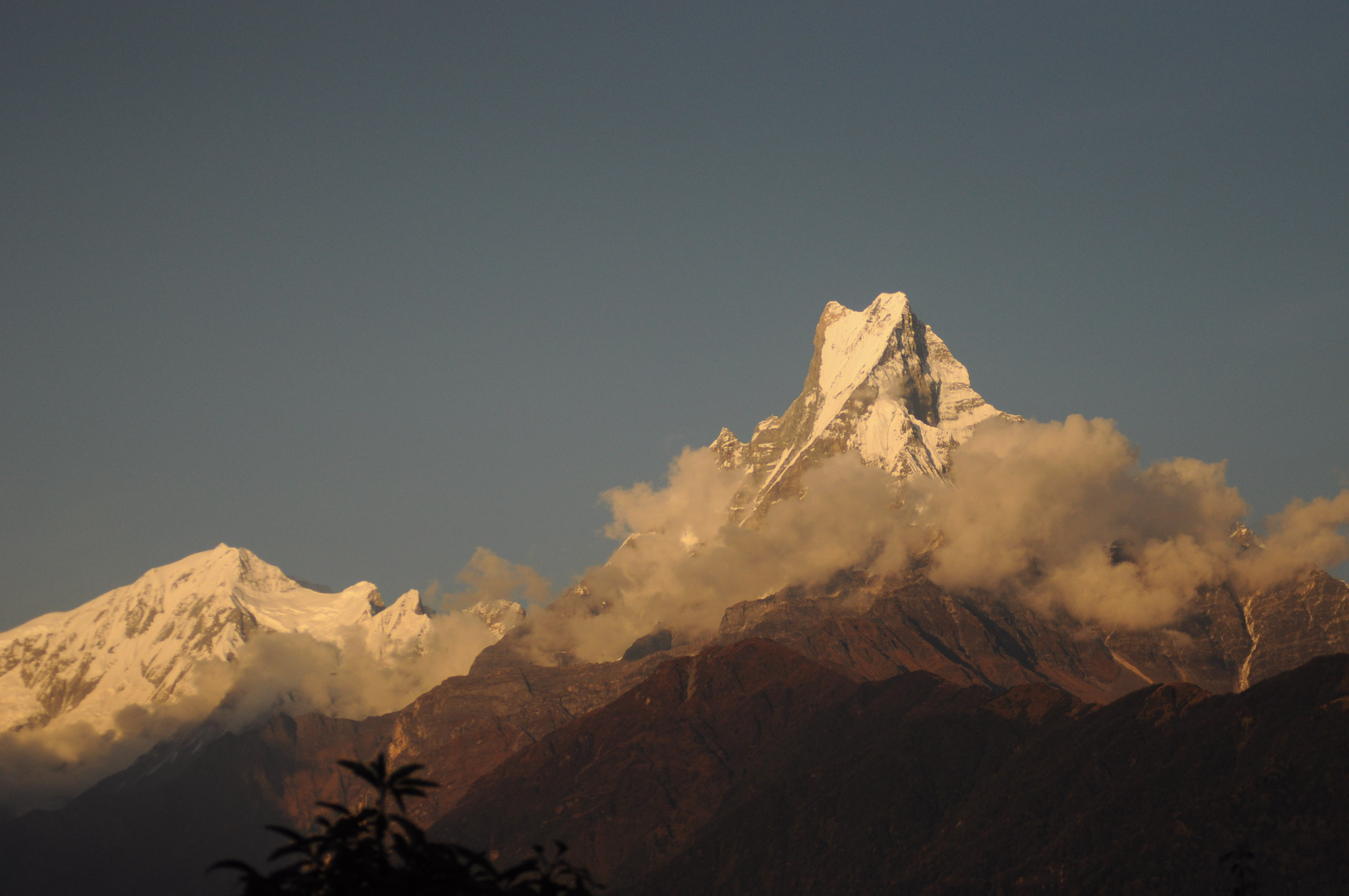
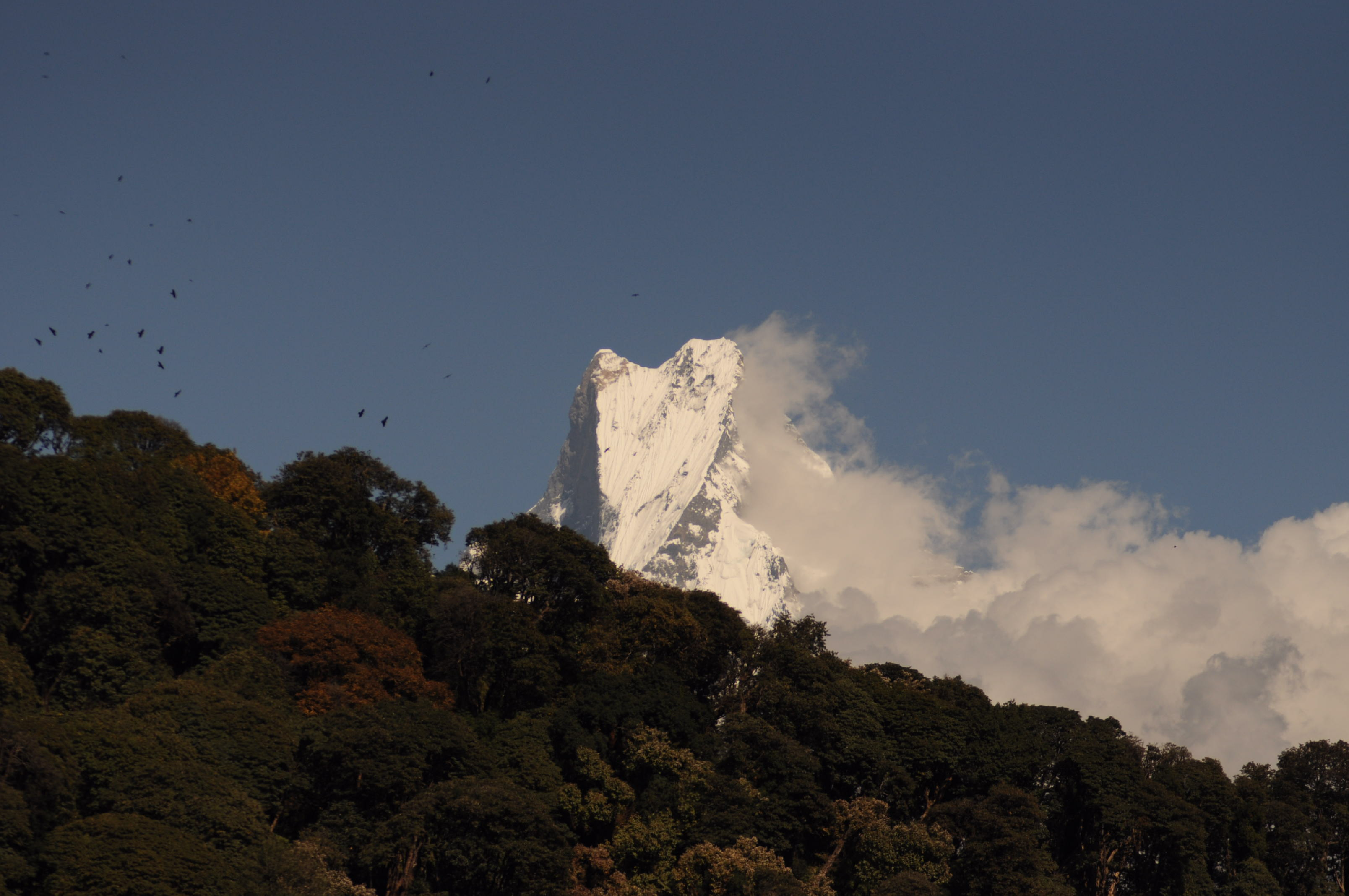
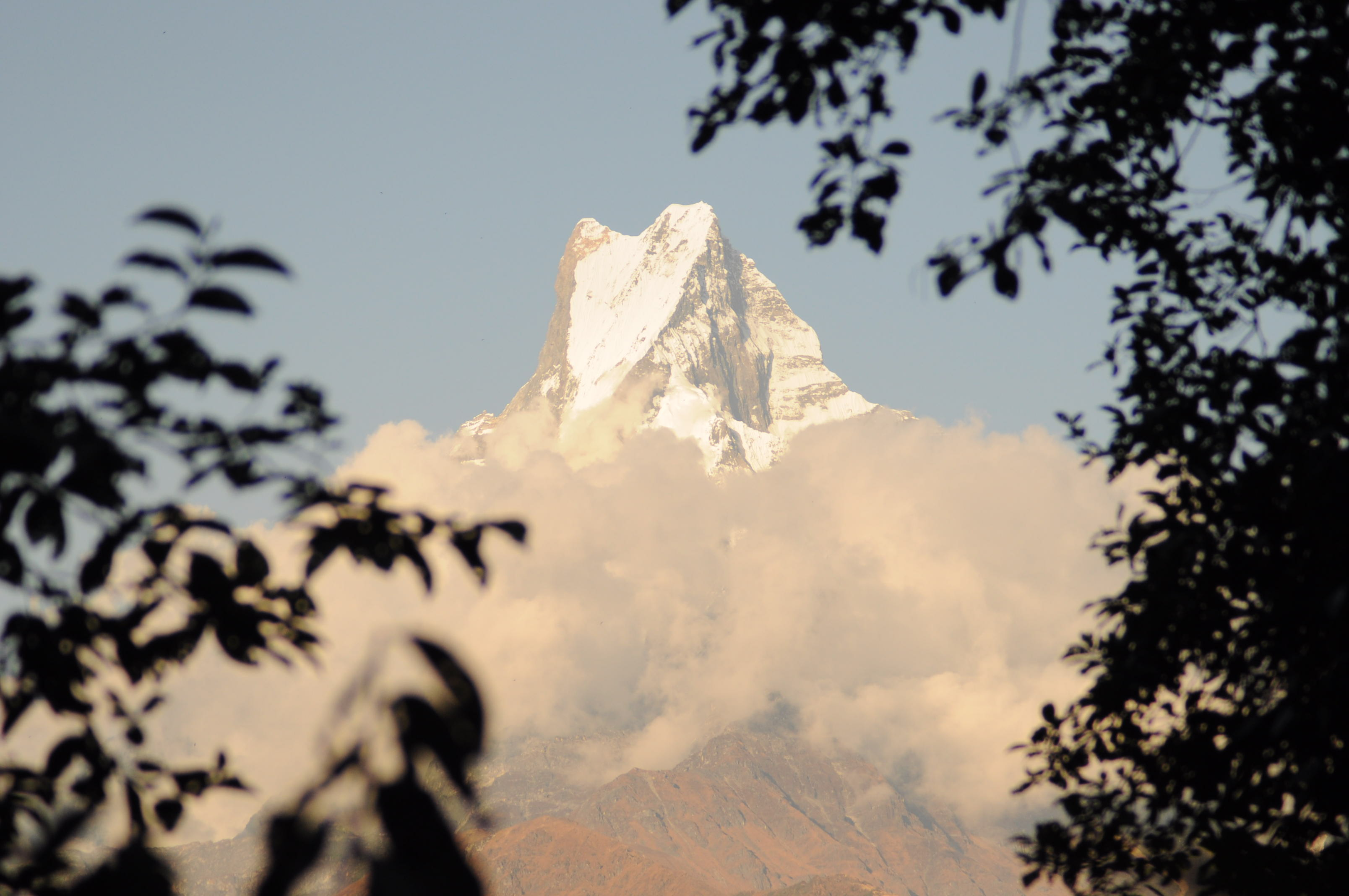
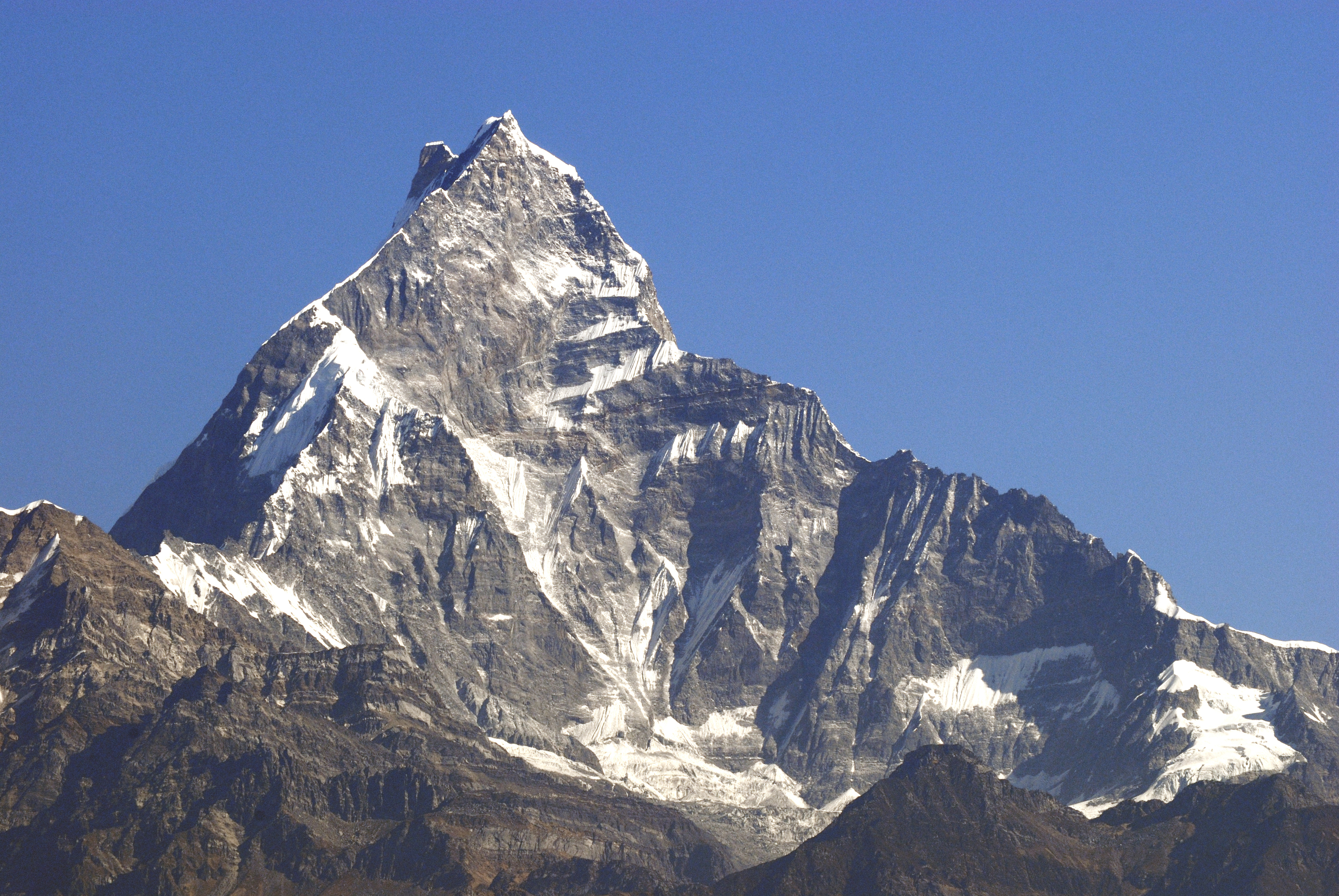

## 外部連結
1. ↑  Vallangi, Neelima. . www.bbc.com.   [2021-02-22] （英语）.
2. ↑  . HoneyGuide. 2015-07-30  [2019-10-30] （美国英语）.